# Três Irmãs (agricultura)

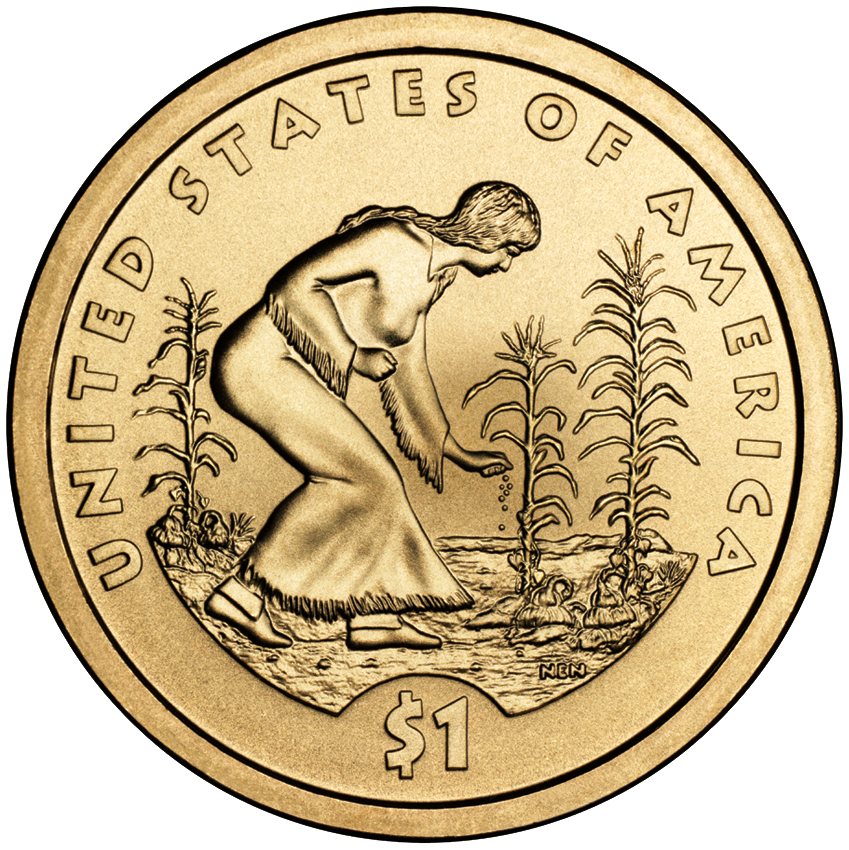
O processo três irmãs como apresentado na parte de trás da moeda de dólar nativo americano em 2009.

As Três Irmãs são os três principais cultivos agrícolas da cultura nativa dos Estados Unidos, que são: abóbora, milho, e feijão.
Em uma técnica conhecida como plantação de companhia, os três cultivos eram plantados bem juntos. Montes de topos achatados no solo era construídos para cada cultivo. Cada monte tinha 30 centímetros de altura e 50 centímetros de largura, e muitas sementes de milho eram plantadas perto uma da outra. Em partes do Norte atlântico, peixe podre ou enguias eram queimados nos montes com as sementes, para agir como fertilizantes adicionais onde o solo era pobre. quando o milho estava com 15 cm (6 pés) de altura, o feijão e a abóbora eram plantados ao redor do milho, alternando entre os dois tipos de sementes. O processo para lançar esse conhecimento agrícola ocorreu há mais de 6,500 anos. Primeiro, as abóboras eram tratadas, depois os milhos e os feijões. a abóbora foi tratada pela primeira vez há 8,000 ou 10,000 anos atrás.
As três sementes beneficiavam uma as outras. O milho fornecia estrutura aos feijões para se sustentar, eliminando a necessidade de paus. Os feijões forneciam nitrogênio para o solo para que outras plantas o usassem, e a abóbora se propagava pelo chão, bloqueando a luz do sol, prevenindo o aparecimento de ervas daninhas. a abóbora atuava como um "bagaço vivo", criando um microclima para reter a umidade no solo. O milho também produz aminoácidos como lisina e triptofano, que o corpo humano precisa para proteínas como niacina, mas os feijões contem ambos e milho e feijão juntos produzem uma dieta balanceada.
Os Nativos Americanos durante toda a América do Norte são conhecidos por cuidarem de muitos jardins de três irmãs. Os milpas da Mesoamérica são fazendas ou jardins que empregam a plantação em larga escala. Os Anasazi são conhecidos por adotarem essa prática em um ambiente mais seco. Os Tewa e outros povos do sudoeste dos Estados Unidos geralmente incluíam uma "quarta irmã" conhecida como "Planta Abelha das Montanhas rochosas" (Cleome serrulata), que atrai abelhas para ajudar a polinizar os feijões e as abóboras.

### MILPA
Apesar de ser conhecida como três irmãs, também é chamada e MILPA a Estratégia Pré-Colombiana para a produção de alimentos, onde existe o consórcio de Milho, feijão e abóbora, sendo uma alternativa agroecológica para uma alta produção de alimentos, o sistema MILPA é importante pois tende ao equilíbrio, sendo um fornecedos de compostos bioativos, onde existem três diferentes espécies vegetais, de famílias distintas, que interagem umas com as outras, sendo plantas companheiras. Uma importante alternativa ao monocultivo, podendo ter um rendimento duas vezes maior

## Produtividade
Os registos europeus do século XVI descrevem uma agricultura indígena altamente produtiva baseada no cultivo das Três Irmãs em todo o que é hoje o Leste dos Estados Unidos e o Canadá, da Flórida a Ontário. O geógrafo Carl O. Sauer descreveu as Três Irmãs como "um complexo vegetal simbiótico da América do Norte e Central sem igual em nenhum outro lugar". A agrônoma Jane Mt. Pleasant escreve que o sistema de montículos Three Sisters "melhora o ambiente físico e bioquímico do solo, minimiza a erosão do solo, melhora a lavoura do solo, controla a população e o espaçamento das plantas, fornece nutrientes às plantas em quantidades adequadas e no momento necessário e controla as ervas daninhas". Após vários milhares de anos de melhoramento seletivo, a cultura mais importante do hemisfério, o milho, era mais produtiva do que as plantações de grãos do Velho Mundo. O milho produzia duas vezes e meia mais calorias por área de terra do que o trigo e a cevada.
Nutricionalmente, milho, feijão e abóbora contêm todos os nove aminoácidos essenciais. A proteína do milho é ainda mais enriquecida pelas contribuições proteicas dos feijões e sementes de abóbora, enquanto a polpa da abóbora fornece grandes quantidades de vitamina A; com as Três Irmãs, os agricultores colhem aproximadamente a mesma quantidade de energia que a monocultura de milho, mas obtêm mais rendimento de proteína do feijão e da abóbora plantados intercaladamente. Mt. Pleasant escreve que isto explica em grande parte o valor das Três Irmãs em relação à monocultura, uma vez que o sistema produz grandes quantidades de energia e, ao mesmo tempo, aumenta a produção de proteínas; este sistema de policultura produz mais alimentos e sustenta mais pessoas por hectare, em comparação com as monoculturas de culturas individuais ou misturas de monoculturas.

### Rendimentos agrícolas
Os estudiosos Mt. Pleasant e Burt reproduziram métodos iroqueses de cultivo com variedades iroquesas de milho em vários locais de Nova Iorque. Eles relataram rendimentos de milho de 22 a 76 alqueires por acre (1.4 a 4.8 toneladas por hectare). A fertilidade do solo e o clima foram os principais determinantes do rendimento. Mt. Pleasant também questionou a sabedoria convencional de que os iroqueses praticavam a agricultura de corte e queima, abandonando os campos quando o solo ficava sem nutrientes após vários anos de cultivo, mas, em vez disso, afirmavam que as técnicas agrícolas de plantio direto dos iroqueses preservavam a fertilidade do solo. Numa experiência semelhante para reproduzir práticas agrícolas nativas americanas em Minnesota, Munson-Scullin e Scullin relataram que, ao longo de três anos, os rendimentos anuais de milho por acre diminuíram de 40 para 30 para 25 alqueires (2.5, 1.9, e 1.6 t/ha).
Outros estudiosos estimaram rendimentos médios mais baixos de milho. Hart e Feranec estimaram o rendimento da agricultura Huron em 8 a 22 alqueires por acre (0.5 a 1.4 t/ha), os maiores rendimentos advêm de terras recentemente cultivadas. Os hurons viviam em Ontário, perto do limite norte de onde a agricultura era viável, e tinham solos menos férteis do que muitas outras regiões. No entanto, eles produziram excedentes para comércio com povos vizinhos não agrícolas. Bruce Trigger estima que os Hurons necessitavam .4 to .8 acres (1,600 to 3,200 m2) de terra cultivada per capita para a sua subsistência, sendo mais terra cultivada necessária para o comércio. Sissel Schroeder estima que o rendimento médio das quintas dos nativos americanos no século XIX era de 18,9 alqueires por acre (1.2t/ha), mas opina que os rendimentos pré-históricos podem ter sido tão baixos quanto 10 alqueires por acre (0.6t/ha). Como os iroqueses e outros nativos americanos não aravam as suas terras, Mt. Pleasant e Burt concluíram que suas terras retinham mais matéria orgânica e, portanto, tinham maiores rendimentos de milho do que as primeiras quintas euro-americanas na América do Norte.